# المسيحية في لاتفيا
تُشكل المسيحية في لاتفيا أكثر الديانات انتشاراً بين السكان، وكانت المسيحيَّة الديانة الرئيسية الممارسة تقليديًا في لاتفيا. بحسب إحصائية للتعداد السكاني والتي تعود لعام 2011 يُشّكل المسيحيين 80% من مجمل السكان. تقليدياً تعتبر لاتفيا بلد بروتستانتي، وتعد اللوثرية هي المذهب الرئيسي بين اللاتفيين ويعود ذلك بسبب الروابط التاريخيّة القوية مع بلدان الشمال الأوروبي وألمانيا الشمالية، بينما الكنيسة الرومانية الكاثوليكية هي الأكثر انتشارًا في لاتفيا الشرقية (أتغال) ويرجع ذلك في معظمه إلى التأثير البولندي. وتعد الكنيسة الروسية الأرثوذكسية ثالث أكبر المذاهب المسيحية في لاتفيا، والأغلبيَّة الساحقة من أعضاء هذه الكنيسة هم من الناطقين بالروسية ويعود وجودهم إلى المهاجرين وذريتهم منذ حقبة الإمبراطورية الروسية والحقبة السوفيتية.
كانت لاتفيا واحدة من آخر المناطق التي تم تنصيرها في أوروبا، في القرن الثاني عشر إلى القرن الثالث عشر، سقطت لاتفيا لأول مرة تحت تأثير الكنيسة الرومانية الكاثوليكية، حيث حارب الملوك المسيحيون في الدنمارك والسويد والأوامر العسكرية الليفونية والتيوتونية لألمانيا الشمالية من أجل التأثير في المنطقة فيما أصبح يعرف فيما بعد باسم الحملات الصليبية الشمالية. خلال عصر الإصلاح البروتستانتي، غيرّت تعاليم اللوثرية من شمال ألمانيا والدول الاسكندنافية المشهد الديني في البلاد تمامًا، وفي النهاية بقيت أتغال منطقة كاثوليكية بسبب تأثير الكومنولث البولندي الليتواني. في أواخر القرن الثامن عشر، لعبت الكنيسة المورافية دورًا مهمًا في تطوير الثقافة الأدبية اللاتفية قبل أن يتم استيعابها في الطائفة اللوثرية السائدة. يذكر أنه قبل الحرب العالمية الثانية، كانت ثلثي سكان لاتفيا من أتباع الكنائس البروتستانتية.

## تاريخ

### العصور المبكرة

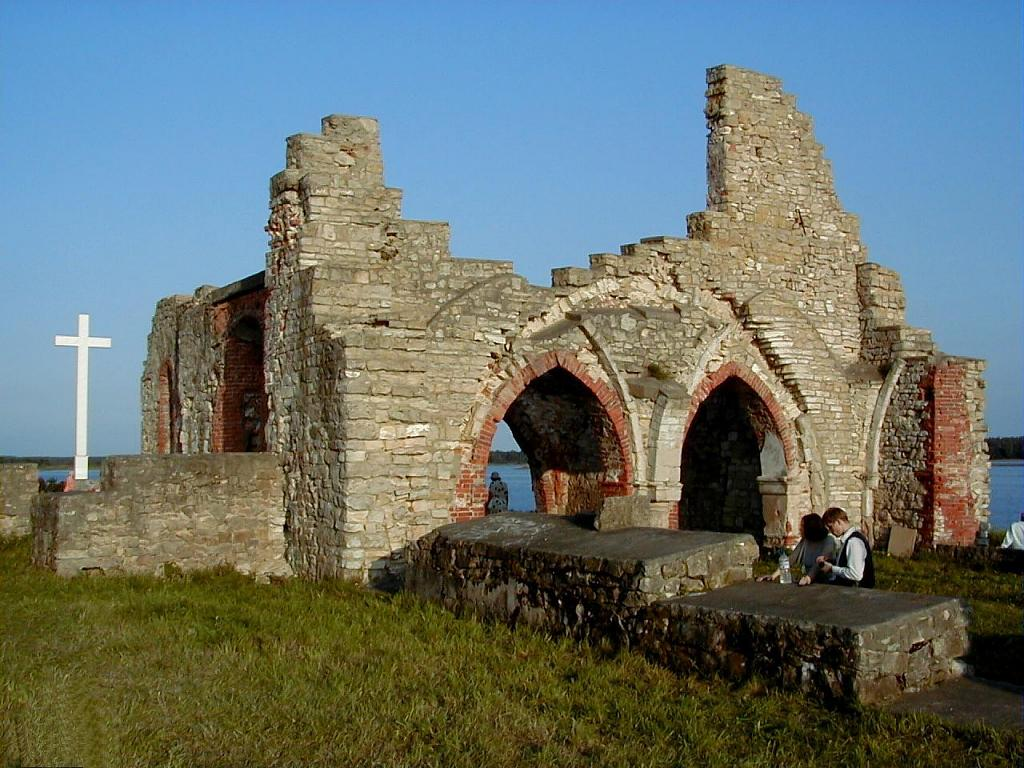
كنيسة إكسيل، واحدة من أقدم الكنائس في لاتفيا، بنيت على يد القديس، مينهارد عام 1185.

في أوائل عقد 1200، تعرضت شعوب منطقة البلطيق للهجوم من قبل الحملات الصليبية الشمالية وهي حملات صليبية قام بها الملوك المسيحيون في الدنمارك والسويد والليفونيون الألمان والأنظمة العسكرية التيوتونية وحلفاؤهم ضد الشعوب الوثنية في شمال أوروبا حول السواحل الجنوبية والشرقية من بحر البلطيق. وكانت أيضًا حملات الكاثوليك السويد والألمان ضد المسيحيين الأرثوذكس الشرقيين الروس في بعض الأحيان جزءًا من الحملات الصليبية الشمالية. وتأسست مدينة ريغا في 1201 من قبل الألمان، وأصبحت قاعدة إستراتيجية بعد فتح المنطقة من قِبل النظام الليفوني. وكانت أول مدينة كبرى في جنوب البلطيق، وبعد 1282 أضحت مركز تجاري رئيسي في الرابطة الهانزية.
وبحلول نهاية القرن الثاني عشر برزت لاتفيا بشكل متزايد كنقطة للتجار القادميين من أوروبا الغربية في رحلات تجارية على طول نهر لاتفيا ودوغافا إلى كييف روس. وحاول هؤلاء التجار الألمان الذين جاءوا مع الدعاة المسيحيين تحويل القبائل الوثنية البلطيقية والفنلندية الأوغرية إلى الإيمان المسيحي. في أوائل 1180 بدأ القديس مينهارد مهمته بين شعوب دوغافا ليفونيانز. لكن هذه الشعوب عارضت الممارسات الدينية الجديدة وبشكل خاص طقوس المعمودية. وصلت هذه الأخبار إلى بلاط البابا سلستين الثالث في روما، وتقرر في عام 1195 أن حملة ليفونيان الصليبية ستجرى لتحويل الوثنيين بالقوة. تلاه مقتل مينهارد برتولد هانوفر في عام 1198 بالقرب من ريغا الحاليَّة من قبل الليفونيانز.
أسس المطران ألبرت مطرانية ريغا في 1201، وتدريجيًا أصبحت أكبر مدينة في الجزء الجنوبي من بحر البلطيق. وتأسست ولاية تيرا ماريانا من قبل النظام الليفوني في 1207. وهي مجموعة من مختلف الأراضي التي تنتمي إلى الكنيسة والنظام الليفوني في ما هو الآن كل من لاتفيا وإستونيا وكانت تقع تحت السلطة المباشرة لبابا روما. في 1228 تم تأسيس اتحاد ليفونيان. وتم تأسيس رهبان إخوة ليفونيان في 1202 لإخضاع السكان المحليين. غزا الليفونيانز من قبل 1207 وعندما هلك إخوة ليفونيان في معركة ساولي في 1236، طلبوا دمجهم في النظام التوتوني. خضعت أجزاء من شرق لاتفيا (ولا سيما امارة كوكنيس وإمارة جرسيكا) سرعان ما وقعت تحت تأثير حكام الفايكنج من أسرة روريك، الذين اعتمدوا المسيحية الأرثوذكسية في وقت مبكر من القرن الثاني عشر. بعد الاستسلام للنظام الليفوني في القرن الثالث عشر، تلاشى تأثير الكنيسة الأرثوذكسية في البلاد حتى القرن التاسع عشر.

### عصر الإصلاح البروتستانتي

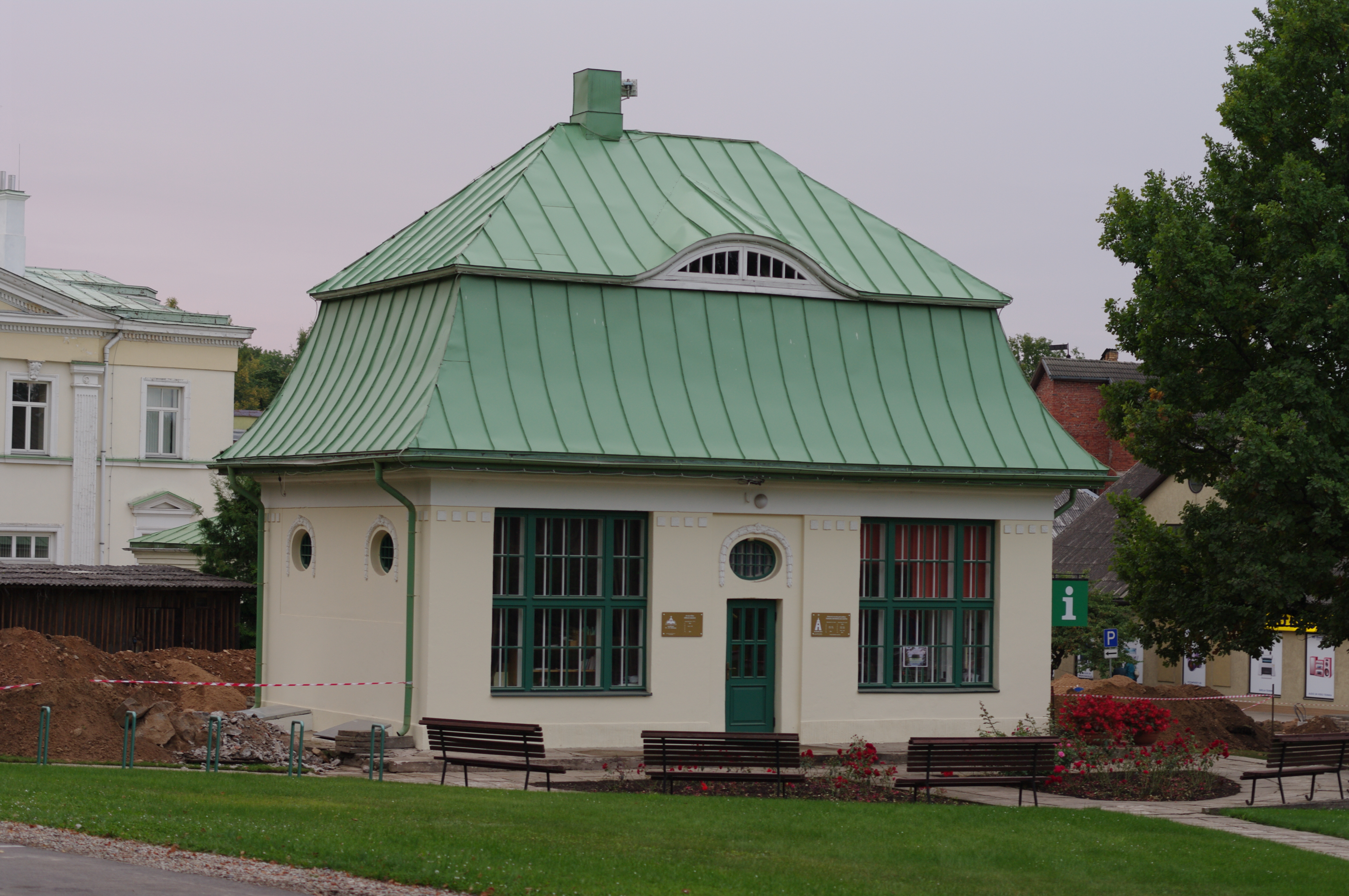
منزل يوهان إرنست جلوك في ريغا، وفيه تُرجم الكتاب المقدس إلى اللغة اللاتفية لأول مرة.

وصلت الإصلاح البروتستانتي لمنطقة ليفونيا في 1521 من خلال أتباع مارتن لوثر المبشر والمصلح أندرياس نوبكين. خلال أعمال الشغب البروتستانتية من عام 1524، تعرضت الكنائس الكاثوليكية للهجوم وفي 1525 تم السماح بحرية الدين. وأقيمت الأبرشيات اللاتفيَّة الأولى وعقدت الخدمات الدينية باللغة اللاتفية. تحت الحكم السويدي والألماني إلى حد كبير، اعتمدت لاتفيا الغربية اللوثرية كدينها الرئيسي. , في هذه الأثناء، وبسبب كونها معزولة إلى حد كبير عن بقية لاتفيا، تبنى الجنوبيون اللاتغاليون المذهب الكاثوليكي تحت التأثير البولندي واليسوعي.
واكتسب البروتستانت دعمًا في المدن، وبحلول منتصف القرن السادس عشر تحولت غالبية السكان إلى اللوثرية. وتحول غوتهارد كيتلر آخر حكام النظام الليفوني وأول دوق كورلاند من الكاثوليكية إلى اللوثرية. تأثرت لاتفيا بشكل كبير من حركة الإصلاح البروتستانتي وأتخذت الكنيسة اللوثرية ككنيسة وطنية؛ ثقافيًا وهيكليًا أعتبرت الكنيسة اللوثرية في لاتفيا أقرب إلى الكنيسة اللوثرية الألمانية، بالمقارنة مع الكنائس اللوثرية في بلدان الشمال في السويد والدنمارك وإستونيا وفنلندا.
أحتل الجزء الأكبر من دوقية ليفونيا قبل المملكة السويدية خلال الحرب البولندية السويدية (1626-1629)، واعترف بأنها الأراضي السويدية في هدنة ألتمارك. احتفظ الكومنولث البولندي الليتواني بالأجزاء الجنوبية من منطقة ويندن فويفوديشيب، والتي أعيدت تسميتها إلى إنفلانتي فوافوديشيب مع العاصمة في داوغافبيلس. وأصبحت الكاثوليكية الدين المهيمن في هذا الإقليم، والمعروفة باسم إنفلانتي أو لاتغال، نتيجة لحركة مكافحة الإصلاح.
وكرّست معاهدة نيستاد الامتيازات والحريات القائمة للنبلاء البلطيقيين الألمان. وقد سمح لهم بالحفاظ على نظامهم المالي، والحدود الجمركية القائمة، ومجالسهم البلدية، والتأثير على الكنيسة اللوثرية، واللغة الألمانية. في عام 1694 انهى عالم اللاهوت والفيلسوف اللوثري يوهان إرنست جلوك ترجمة الكتاب المقدس إلى اللغة اللاتفية، ليكون أول من ترجم الكتاب المقدس إلى اللغة اللاتفية. ولعب إرنست ابن القس يوهان إرنست جلوك دوراً سياسياً وقضائياً في عهد كاثرين الأولى حاكمة الإمبراطورية الروسية.

### العصور الحديثة

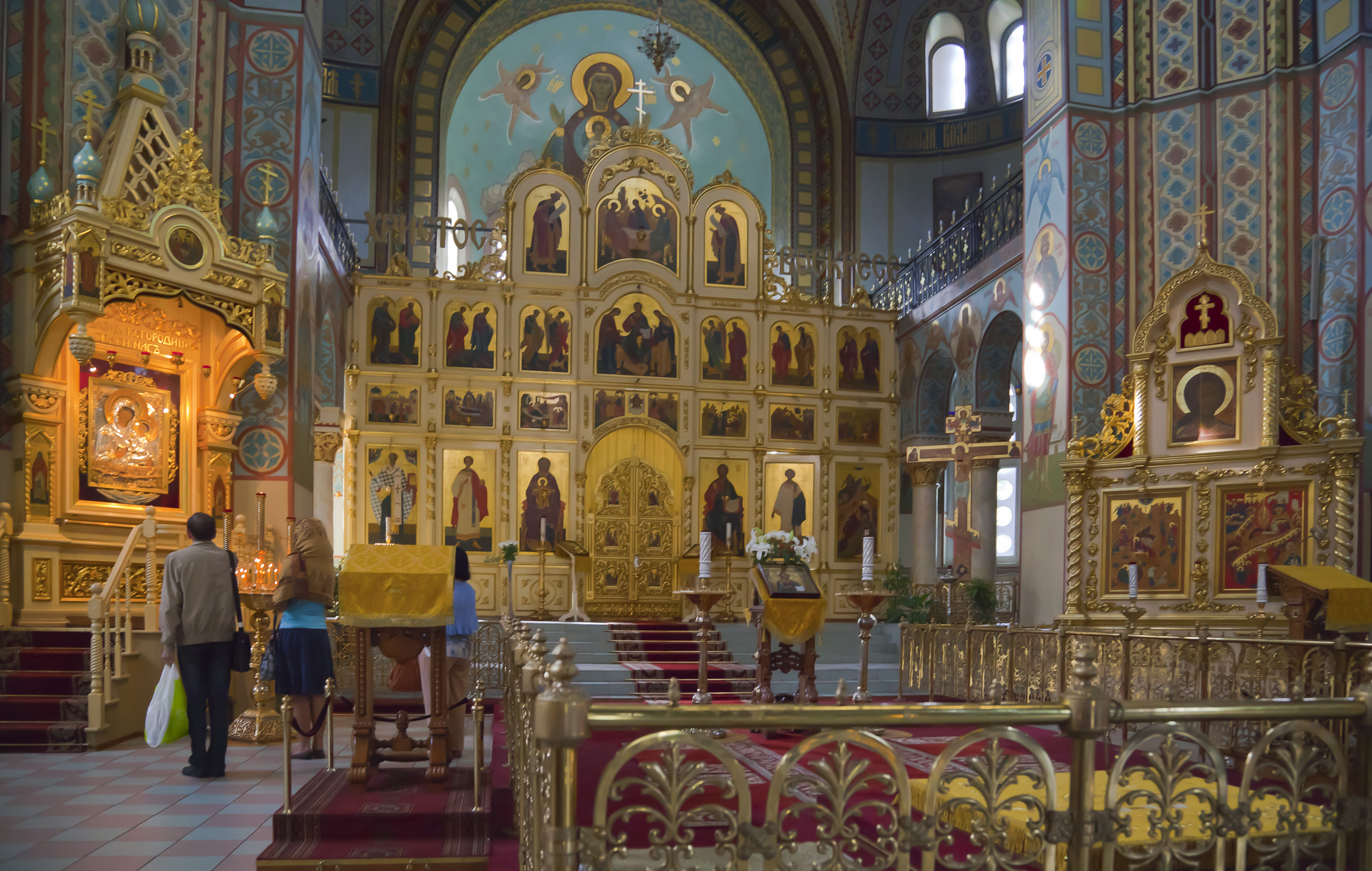
داخل كنيسة الميلاد الأرثوذكسيَّة في ريغا، بنيت خلال حقبة الإمبراطورية الروسية.

في حين 1721 أحتلت الإمبراطورية الروسية الأراضي اللاتيفية وأقيمت محافظة ليفونيا؛ وكانت لاتفيا في الغالب تنقسم بين اللوثرية والكاثوليكية، ولكن في عام 1729 بدأت أخوة هيرنوتر مهمتهم التبشيرية في ليفونيا مع تمركزهم في فالميرا، أحرز المبشرون تقدمًا كبيرًا على الرغم من المعارضة من قبل الملاك الألمان والطبقة البرجوازية الألمانية التي سيطرت على إكليروس الكنيسة اللوثرية. وحظرت الحكومة الإمبراطورية الكنيسة المورافية بين السنوات 1743-1764. وكانت هذه أول حركة مسيحية يُشارك فيها اللاتفيون طوعًا. وكانت جماعة الإخوة البروتستانتية تعمل بشكل مستقل عن الألمان، وكان اللاتفيون يديرون بيوت اللقاءات، مما يتيح لهم الفرصة لإنشاء مجتمعاتهم الخاصة. وصل الأخوة إلى ذروة شعبيتهم في حوالي عام 1820، بعد بضع سنوات من إلغاء العبودية في محافظة ليفونيا. وكان لدى الكنيسة ثلاثين أبرشية وما يقرب من مئة بيت اجتماع وحوالي 20,000 عضو. برعاية الحكومة الإمبراطورية حصلت الكنيسة الروسية الأرثوذكسية على العديد من الامتيازات، كجزء من برنامجها من ترسيخ الأرثوذكسية في البلاد، ولكن اللوثرية ظلت الدين المهيمن، بإستثناء لاتغال حيث كانت الكاثوليكية هي المهيمنة. وقد حققت البعثات البروتستانتية الأخرى بعض النجاح بما في ذلك الكنيسة المعمدانية، والميثودية والسبتيين. في أواخر القرن الثامن عشر، لعبت حركة من الكنيسة المورافية الصغيرة والحيوية دوراً مهماً في تطور الثقافة الأدبية اللاتفية قبل استيعابها في الطائفة اللوثرية السائدة.

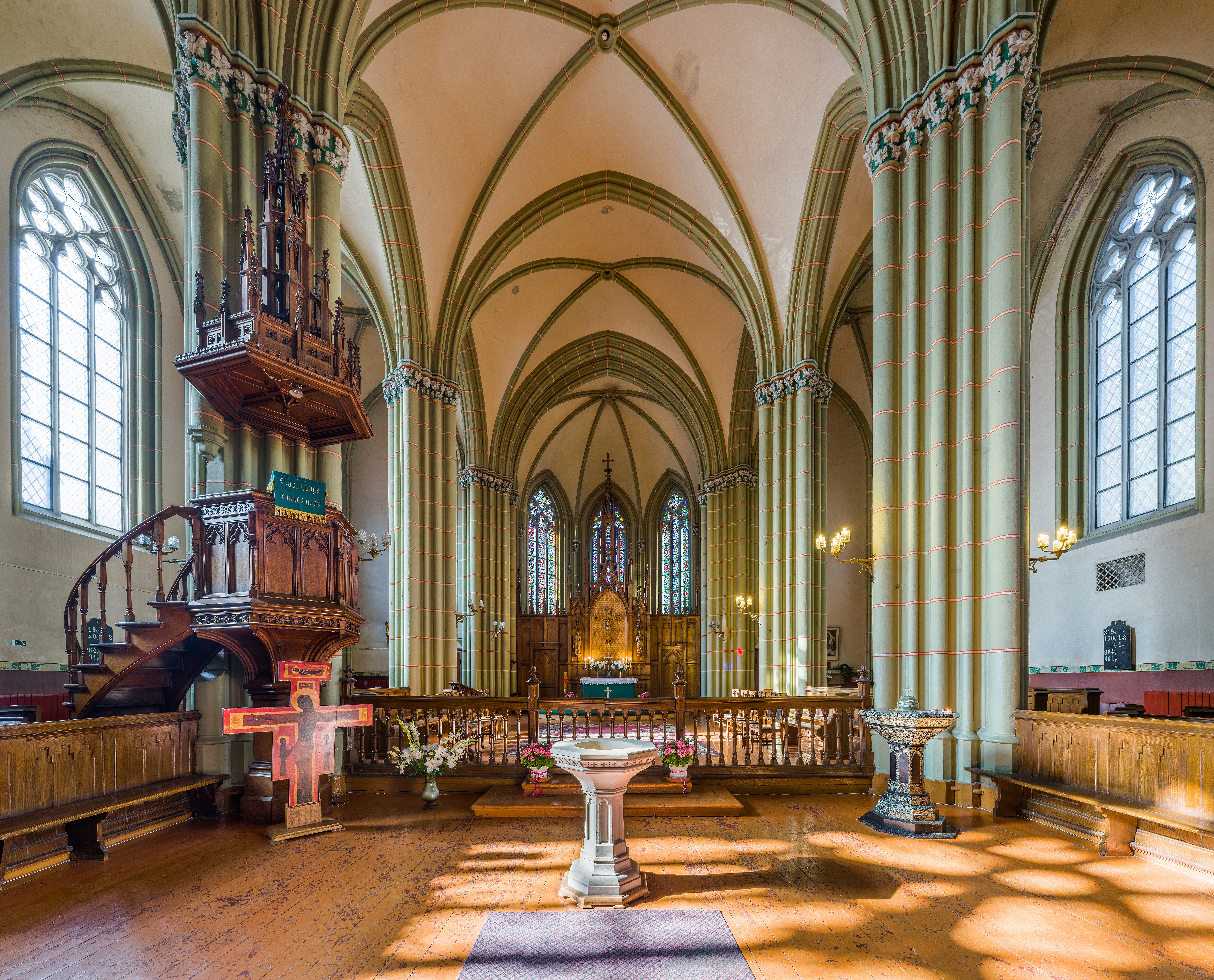
كنيسة جيرترود في ريغا، أرتبطت الكنيسة مع الأقليَّة الإثنيَّة الألمانية لمدى طويل؛ وشكلت ملكيتها نقطة صراع مع اللاتفيين عرقيًا.

في 19 يوليو 1922 تم التوقيع على كونكوردات مع الكرسي الرسولي. وكان هذا الدافع وراء هذا التوقيع الحاجة إلى دمج أفضل لمنطقة لاتغال الكاثوليكيَّة في الدولة التي يهيمن عليها اللوثرية. في العاصمة ريغيا اللوثرية تقليديًا أعطيت بعض المباني التابعة للكنيسة الروسية الأرثوذكسية إلى الكنيسة الكاثوليكية وتم نقل كاتدرائية القديس يعقوب اللوثرية إلى ملكيَّة الكنيسة الكاثوليك. وفي 1-2 سبتمبر 1923، أجري الإستفتاء على ممتلكات الكنيسة من أجل منع أي نقل قسري للكنائس والممتلكات من واحد إلى آخر. شارك حوالي 200,000 أو 20% من الناخبين، وفشلت. تسبب الكونكوردات مع الكرسي الرسولي في استفتاء آخر عام 1931 حول ملكية الكنيسة، وذلك بعد أن أعطيت كاتدرائية القديس يعقوب للكاثوليك، فقد اللوثريين اللاتفيين كاتدرائية أسقفهم وكانوا يتقاسمون كاتدرائية ريغا مع الجماعة البلطيقية الألمانيَّة. وكانت المشاعر المناهضة للألمانية واسعة الانتشار وأدت المبادرة لإعطاء كاتدرائية ريغا إلى اللاتفيين إلى إثارة المشاعر القومية بينهم. وفي الفترة من 5 إلى 6 سبتمبر 1931، أيد ما يقرب من 400,000 ناخب هذه الفكرة، ولكن فشل الإستفتاء، حيث لم يجمع أكثر من 50% من الأصوات. وعلى أية حال، سرعان ما مرر سايما قانونًا يصادر الكنيسة من الألمان ويعطيها للاتفيين. قبل الحرب العالمية الثانية، كانت ثلثي سكان لاتفيا من أتباع الكنيسة اللوثرية.
مع عشية الاحتلال السوفيتي للبلاد، والتي اتخذت أطلقت حملة مناهضة للمسيحية رافقها فرض الإلحاد على السكان، فقدت الكنيسة أكثر من ثلثي رجال الدين، وتم حظر عمل الكنيسة مع الأطفال والشباب أو نشر الكتب الدينية، وتم تأميم ممتلكات الكنيسة، وأغلقت كلية اللاهوت. كتب ألديس بيرس، وهو أستاذ التاريخ في جامعة تورنتو أنه في لاتفيا، وكذلك في إستونيا، تم اتهام بعض رجال الدين المسيحيين الإنجيليين بمقاومة سياسة إلحاد الدولة من خلال الانخراط في أنشطة معادية مثل تهريب الكتاب المقدس. النص الذي يحمل عنوان العالم وشعوبه: إستونيا ولاتفيا وليتوانيا وبولندا، والذي نشره مارشال كافنديش، ينص على أنه بالإضافة إلى الحملة السوفياتية المعادية للأديان في لاتفيا، والتي أدّت إلى مصادرة ممتلكات الكنيسة وترحيل علماء الدين المسيحيين إلى سيبيريا.

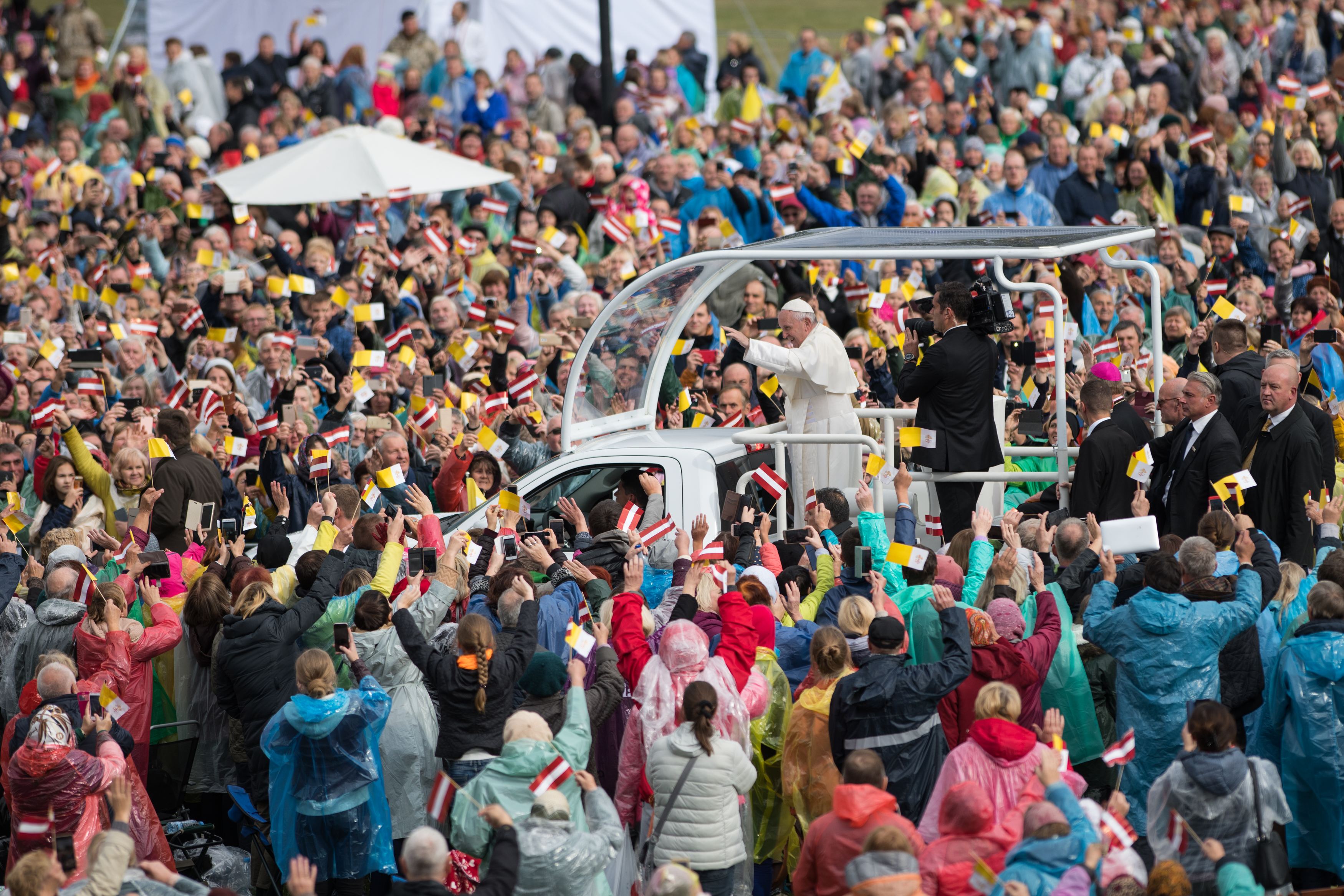
البابا فرنسيس يتوسط المؤمنين الكاثوليك خلال زيارته في لاتفيا عام 2018.

بعد سقوط الاتحاد السوفياتي واستقلال لاتفيا؛ تم إلغاء التشريع المناهض للأديان ونص الدستور على ضمان حرية الدين، والفصل بين الكنيسة والدولة، والحقوق الفردية لخصوصية العقيدة والدين؛ ولا تزال التقاليد المسيحية ما تزال موجودة منها الاحتفال في عيد القديس يوحنا وعيد الميلاد وعيد الفصح. وبحسب بيانات من دراسة القيم الأوروبية بين عام 2008 حتى 2010 يُعرَّف غالبية المستجيبين الشباب من عمر 16 وسن 24 أنهم ينتمون إلى طائفة مسيحية، والمعتقد المسيحي لا يزال يمثل الدين السائد في جميع أنحاء أوروبا. وبحسب البيانات شهد الانتماء الديني في لاتفيا والدول ذات الأغلبية الأرثوذكسية في أوروبا الشرقية، نمواً في الانتماء أو الهوية الدينيَّة بين الشباب. ووفقاً لمركز بيو تربى نحو 73% من سكان لاتفيا على المسيحية، بينما يعتبر 77% من السكان أنفسهم مسيحيين في عام 2017، أي بزيادة بنسبة 4% يعرفون عن أنفسهم كمسيحيين اليوم.
في سبتمبر من عام 2018 قام البابا فرنسيس بزيارة رعوية إلى دول البلطيق، خلال الزيارة ترأس البابا فرنسيس صباح قداساً مسكونياً في كاتدرائية القديسة مريم اللوثرية في ريغا، وشارك فيه قادة دينيون ومؤمنون من مختلف الكنائس المسيحية المتواجدة في هذا البلد. خلال زيارة البابا قامت الحكومة في لاتفيا منح مواطنيها عطلة رسمية يوم زيارة البابا فرنسيس. وسعى البابا إلى التقرب إلى الجالية الكاثوليكية في لاتفيا ذات الميول البروتستانتية وكذلك من المجموعات المسيحية الأخرى.

## الطوائف المسيحية

### الكنيسة اللوثرية

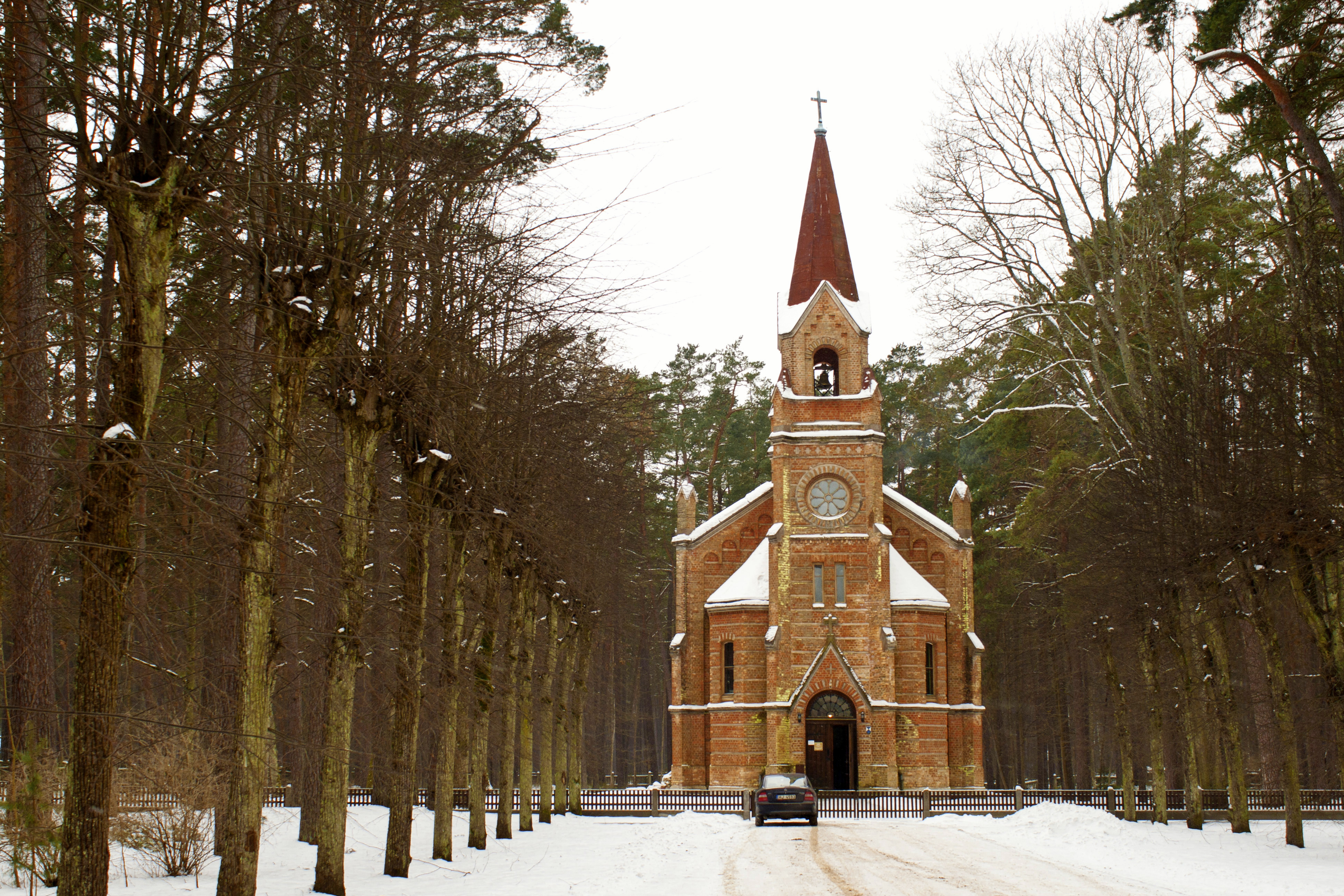
الكنيسة اللوثرية في مدينة يورمالا.

وفقًا للتعداد السكاني عام 2011 كان لدى الكنيسة الإنجيليَّة اللوثريَّة في لاتفيا 708,773 عضو أي حوالي 34.2% من السكان. ترى الكنيسة الإنجيليَّة اللوثريَّة في لاتفيا نفسها بأنها تقليد مستمر للتقاليد المسيحية منذ أقدم سجل للعمل التبشيري المسيحي في المنطقة، وذلك في القرن الثاني عشر. تأثرت لاتفيا بشكل كبير من حركة الإصلاح البروتستانتي وأتخذت الكنيسة اللوثرية ككنيسة وطنية؛ ثقافيًا وهيكليًا أعتبرت الكنيسة اللوثرية في لاتفيا أقرب إلى الكنيسة اللوثرية الألمانية، بالمقارنة مع الكنائس اللوثرية في بلدان الشمال في السويد والدنمارك وإستونيا وفنلندا. ومن الناحية التاريخية، الأجزاء الغربية والوسطى من البلاد كانت بروتستانتية في الغالب، في حين أنَّ الشرق - وبخاصة منطقة أتغال - كانت كاثوليكية في الغالب. قبل الحرب العالمية الثانية، كانت ثلثي سكان لاتفيا من أتباع البروتستانتية؛ ومع أغلبيَّة ساحقة من أتباع الكنيسة اللوثرية، إلى جانب أقلية كالفينية ومذاهب بروتستانتية أخرى. ومع ذلك، بعد إنشاء جمهورية لاتفيا في عام 1918 قبلت الكنيسة تكريس الأساقفة من قبل كنيسة السويد.
في حين أنَّ العديد من اللاتفيين والإستونيين ظلوا لوثريين خلال سنوات الاستقلال في فترة ما بين الحربين العالميتين، إلا أن البعض ما زالوا يربطون بين اللوثرية والطبقات العليا الألمانية، وقرون من التأثير الأجنبي التي أعاقت العلاقة بين الكنائس اللوثرية ومعظم السكان. خلال الحقبة السوفيتية، ساهمت عوامل أخرى في التوتر بين قادة الكنيسة اللوثرية والرعايا اللوثريين اللاتفيين. أولاً، استسلمت الكنائس اللوثرية في كلا البلدين عادةً للمطالب السوفيتية، والتي تضمنت حظر التعليم الديني. علاوة على ذلك، تم الكشف لاحقًا عن العلاقات بين القيادة الإستونية اللوثرية ووكالة المخابرات السوفيتية. ومع تنامي الضغط من أجل الاستقلال في أواخر الثمانينيات وأوائل التسعينيات من القرن العشرين، تم استبدال قادة الكنيسة اللوثرية بسبب المعارضة الداخلية للعلاقات السوفييتية مع قادة الكنيسة اللوثرية في لاتفيا وإستونيا. في عام 1975 قررت الكنيسة سيامة النساء كرجال دين، ولكن منذ عام 1993، تحت قيادة رئيس الأساقفة جاينيس فاناجس لم تعد الكنيسة تقوم برسامة النساء. أعلى هيئة في الكنيسة قامت بتعديل قواعد الكنيسة في عام 2016، وحددت موقفها رسميًا أن الرسامة الكهنوتيَّة فقط للرجال. منذ سقوط الشيوعية، شهدت الكنيسة اللوثرية نموًا وتوسعًا هائلين، أنشأ سينودس خاص في أبريل عام 1989، وتم إحياء شبكة من التجمعات القديمة، ووضع قيادة جديدة بالكامل تقريبًا.

### الكنيسة الكاثوليكية

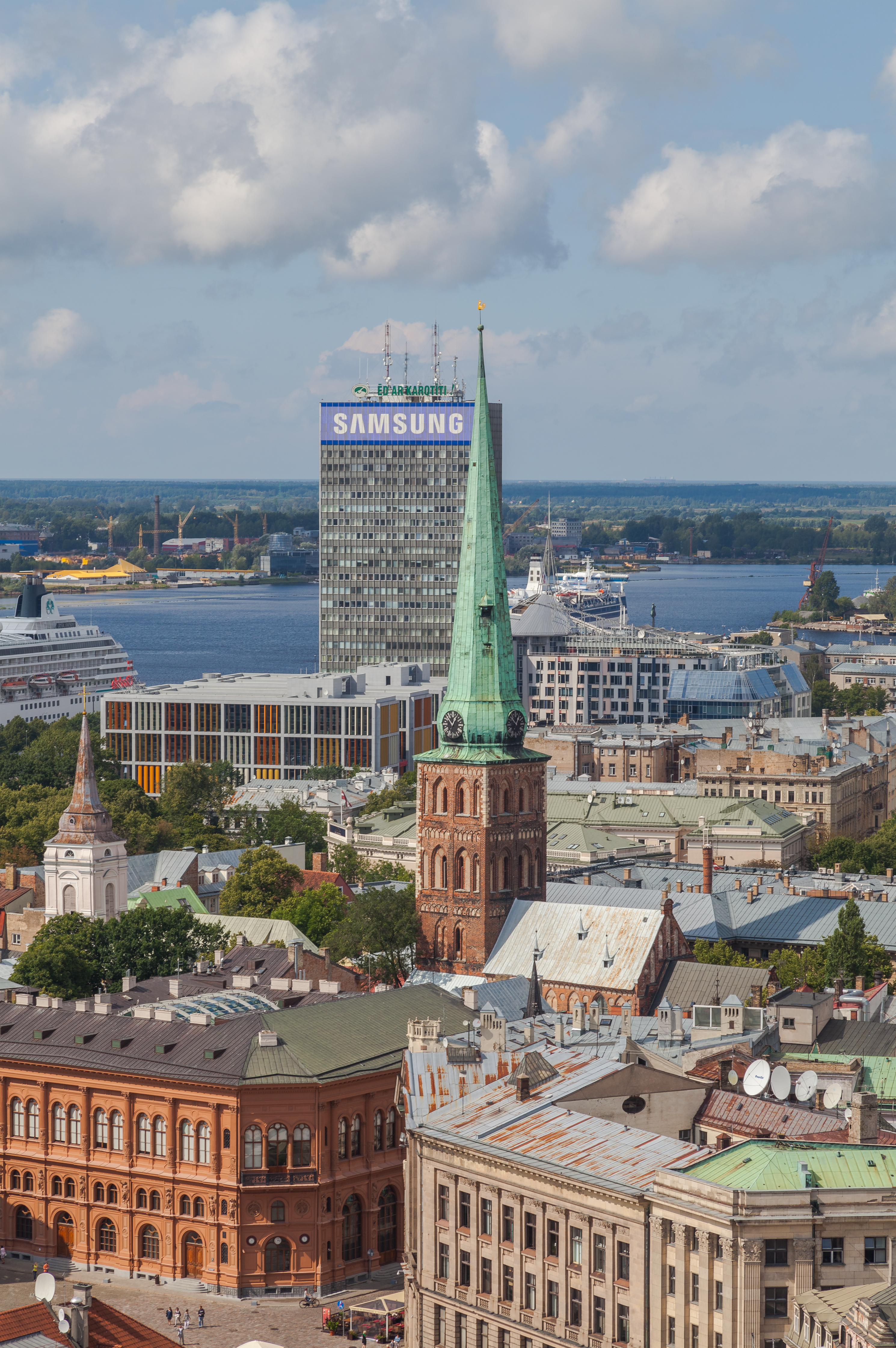
برج كاتدرائية القديس يعقوب الكاثوليكيَّة في مدينة ريغا.

الكنيسة الكاثوليكية اللاتفيَّة هي جزء من الكنيسة الكاثوليكية العالمية في ظل القيادة الروحية للبابا في روما ومجلس الأساقفة اللاتفي. ويتوزع كاثوليك البلاد على ثلاثة أبرشيات رومانيَّة كاثوليكيَّة. وفقًا للتعداد السكاني من عام 2011 لدى الكنيسة الكاثوليكية 430,000 عضو أي حوالي 24.1% من السكان. وتنقسم الكنيسة الكاثوليكية في لاتفيا إلى أسقفية واحدة وهي أسقفية ريغا وثلاث أبرشيات وهي أبرشية جيلجافا وأبرشية ليباجا وأبرشية روزكني-أغلونا. تعتبر بازليكا انتقال العذراءالرومانية الكاثوليكية في أغلونا واحدة من أهم المراكز الروحيَّة الكاثوليكية في لاتفيا، ويتدفق آلاف الحجاج كل عام إلى البازيليكا في 15 أغسطس، يوم عيد انتقال العذراء. وهي واحدة من ثمانية مزارات مريمية دولية اعترف بها الكرسي الرسولي ويحضر مناسباتها الدينية حوالي 300,000 حاج.
يعود تواجد الكنيسة الرومانية الكاثوليكية في المنطقة إلى بعثة القديس كانوت الرابع التبشيريَّة في منتصف القرن الحادي عشر، والذي نجح بالتبشير بالمسيحية في كورلاند ويفونيا. وتم بناء أول كنيسة مسيحية في عام 1048 في كورلاند. في أوائل القرن الثالث عشر قام ألبرت أسقف ريغا والنظام الليفوني بعملية التنصير المنظم للسكان الأصليين في لاتفيا. تاريخيًا كانت المنطقة الشرقيَّة للبلاد - وبخاصًة منطقة أتغال - كاثوليكية في الغالب.

### أرثوذكسية شرقية
وفقًا للتعداد السكاني عام 2011 يتبع الكنيسة اللاتفية الأرثوذكسية وهي كنيسة تتمتع بحكم شبه ذاتي حوالي 370,000 نسمة أي 17.8% من السكان. في حين أنَّ حوالي 1.6% من السكان هم من المؤمنين القدماء. منذ عام 2010 تشهد الكنيسة اللاتفية الأرثوذكسية والمؤمنين القدماء نمواً في العدد والنسبة السكانية، وفي عام 2018 كان حوالي 26% من سكان لاتفيا من أتباع الكنيسة الأرثوذكسية وحوالي 3% من المؤمنين القدماء. الأرثوذكسية الشرقية هي العقيدة السائدة بين السكان ذوي الأصول العرقيَّة والإثنيَّة الروسيَّة في لاتفيا، ويعود حضور الكنيسة في البلاد الحالي أساسًا إلى عقد 1721 حين أحتلت الإمبراطورية الروسية الأراضي اللاتيفية، وبرعاية الحكومة الإمبراطورية حصلت الكنيسة الروسية الأرثوذكسية على العديد من الامتيازات، كجزء من برنامجها من ترسيخ الأرثوذكسية في البلاد.
معظم أرثوذكس البلاد يتبعون الكنيسة اللاتفية الأرثوذكسية (باللاتفيَّة: Latvijas Pareizticīgā Baznīca؛ بالروسيَّة:Латвийская Православная Церковь) وهي كنيسة تتمتع بحكم شبه ذاتي وتابعة لسلطة بطريركية موسكو، وتمارس الكنيسة طقوسها الدينيَّة باللغة السلافونية الكنسيَّة. منذ عام 2011، أعلنت الكنيسة اللاتفية الأرثوذكسية نفسها جزءًا من بطريركية القسطنطينية المسكونية، إحياءً لذكرى بطريرك القسطنطينية المسكوني في ليتورجياتها.

## الإلترام الديني

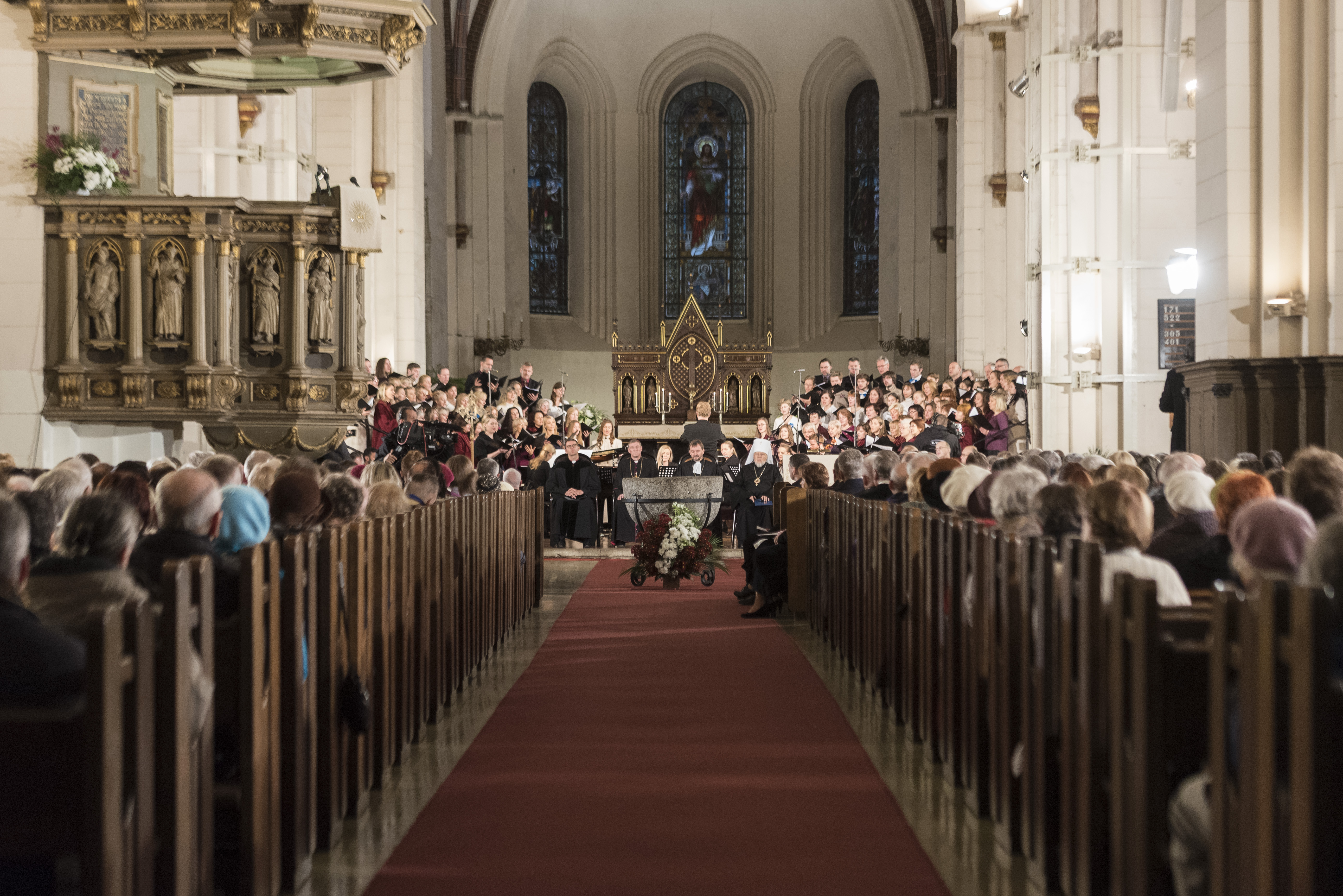
لاتفيون لوثريون يؤدون الصلوات في كاتدرائية ريغا.

وجدت دراسة قامت بها مركز بيو للأبحاث عام 2015 أنَّ حوالي 71% اللاتفيون يؤمنون في الله، وحوالي 44% منهم يعتبرون للدين أهميَّة في حياتهم، وقد وجدت الدراسة التي قامت بها مركز بيو للأبحاث عام 2015 أنَّ حوالي 7% من اللاتفيين الكاثوليك يُداومون على حضور القداس على الأقل مرة في الأسبوع بالمقارنة مع 5% اللاتفيين الأرثوذكس، في حين أنَّ 19% من اللاتفيين الكاثوليك يُداومون على الصلاة يوميًا بالمقارنة مع 22% من اللاتفيين الأرثوذكس.
وقد وجدت الدراسة أيضًا أنَّ حوالي 41% من اللاتفيين الكاثوليك يُداوم على طقس المناولة بالمقارنة مع 35% من اللاتفيين الأرثوذكس، وحوالي 27% من الكاثوليك يصوم خلال فترات الصوم بالمقارنة مع 23% من الأرثوذكس. ويقدم حوالي 9% من الكاثوليك الصدقة أو العُشور بالمقارنة مع 6% من الأرثوذكس، ويقرأ حوالي 25% من الكاثوليك الكتاب المقدس على الأقل مرة في الشهر بالمقارنة مع 17% من الأرثوذكس، في حين يشارك 16% من الكاثوليك معتقداتهم مع الآخرين بالمقارنة مع 14% من الأرثوذكس. وحوالي 75% من الكاثوليك يملكون أيقونات مقدسة في منازلهم بالمقارنة مع 84% من الأرثوذكس، ويضيء حوالي 57% من الكاثوليك الشموع في الكنيسة بالمقارنة مع 80% من الأرثوذكس، ويرتدي 46% من الكاثوليك الرموز المسيحيَّة بالمقارنة مع 64% من الأرثوذكس. عمومًا حصل حوالي 94% و93% من مجمل اللاتفيين الأرثوذكس والكاثوليك على التوالي على سر المعمودية، ويقوم 61% من الأهالي اللاتفيين الأرثوذكس بالتردد مع أطفالهم للكنائس، ويقوم 21% بإلحاق أولادهم في مؤسسات ومعاهد للتعليم الديني و30% بالمداومة على قراءة الكتاب المقدس والصلاة مع أولادهم.

### الهوية
قال حوالي 11% من اللاتفيين أن كون المرء مسيحيًا هو جزءًا «هامًا ومركزي» أو إلى «حد ما» من الهوية الوطنية. وينقسم اللاتفيين الكاثوليك والأرثوذكس بين أولئك الذين يقولون أن جوهر هويتهم المسيحيَّة هي في المقام الأول مسألة دينيَّة 30% و31% على التوالي، وأولئك الذين يقولون أن هويتهم المسيحيَّة مرتبطة أساسًا بالتقاليد العائلية أو الهوية الوطنية 62% و58% على التوالي، وأولئك الذين يقولون أنَّ هويتهم المسيحيَّة هي مزيج من الدين والتقاليد العائلية أو الهوية الوطنية 3% و4% على التوالي.
بحسب الدراسة أعرب حوالي 71% من اللاتفيين الكاثوليك والأرثوذكس بأنَّ هويتهم المسيحيَّة هي مصدر فخر واعتزاز لهم، في حين قال 41% من اللاتفيين الكاثوليك أنَّ لديهم شعور قوي بالانتماء للمجتمع الكاثوليكي في العالم بالمقارنة مع 43% من اللاتفيين الأرثوذكس ممن يقولون أنَّ لديهم شعور قوي بالانتماء للمجتمع الأرثوذكسي في العالم، وقال 90% من اللاتفيين الأرثوذكس أنَّه سيربي أبناه على الديانة المسيحيَّة. ويرى حوالي 57% من اللاتفيين الأرثوذكس أنَّ بطريركية موسكو هي أعلى سلطة دينية في العالم الأرثوذكسي، بالمقارنة مع 8% يرى أنَّ بطريركية القسطنطينية المسكونية هي أعلى سلطة دينيَّة.